# Шитаун (Пенсільванія)
Шитаун (англ. Sheatown) — переписна місцевість (CDP) в США, в окрузі Лузерн штату Пенсільванія. Населення — 766 осіб (2020).

## Географія
Шитаун розташований за координатами 41°11′38″ пн. ш. 76°1′8″ зх. д. / 41.19389° пн. ш. 76.01889° зх. д. (41.193840, -76.018837).  За даними Бюро перепису населення США в 2010 році переписна місцевість мала площу 1,34 км², уся площа — суходіл.

## Демографія
Згідно з переписом 2010 року, у переписній місцевості мешкала 671 особа в 271 домогосподарстві у складі 160 родин. Густота населення становила 503 особи/км².  Було 300 помешкань (225/км²).
Расовий склад населення:
| - 98,1 % — білих - 1,3 % — чорних або афроамериканців - 0,3 % — азіатів |

До двох чи більше рас належало 0,1 %. Частка іспаномовних становила 1,3 % від усіх жителів.
За віковим діапазоном населення розподілялося таким чином: 10,3 % — особи молодші 18 років, 56,2 % — особи у віці 18—64 років, 33,5 % — особи у віці 65 років та старші. Медіана віку мешканця становила 53,7 року. На 100 осіб жіночої статі у переписній місцевості припадало 78,0 чоловіків;  на 100 жінок у віці від 18 років та старших — 75,0 чоловіків також старших 18 років.
Середній дохід на одне домашнє господарство  становив 51 323 долари США (медіана — 41 750), а середній дохід на одну сім'ю — 52 483 долари (медіана — 40 000). За межею бідності перебувало 13,6 % осіб, у тому числі 0,0 % дітей у віці до 18 років та 0,0 % осіб у віці 65 років та старших.
Цивільне працевлаштоване населення становило 327 осіб. Основні галузі зайнятості: роздрібна торгівля — 24,5 %, будівництво — 20,5 %, освіта, охорона здоров'я та соціальна допомога — 17,4 %.